# 勝尾金弥
勝尾 金弥（かつお きんや、1927年9月20日 - 2020年4月4日 ）は、日本の児童文学者。愛知県立大学名誉教授。

## 経歴
1927年 警察官であった林弥三郎の四男、九番目の子として石川県金沢市に生まれる。父の仕事の関係で石川県七尾市、茨城県へと移り住む。1937年 当時旅順に住んでいた叔父夫婦の勝尾貞蔵・栄子の養子となり、勝尾姓となる。
1953年 金沢大学教育学部卒業。金沢市内の中学校教諭を経て、愛知県立大学教授（1991年定年退官、現在は名誉教授）、梅花女子大学教授（1999年退職）を勤める。この間、数々の児童文学を著す。後年は金沢市に在住。

## 受賞歴
- 1969年 『天保の人びと』で第16回サンケイ児童出版文化賞
- 1973年 『能登のお池づくり』で第1回泉鏡花記念金沢市民文学賞
- 1977年 『黎明期の歴史児童文学』で日本児童文学学会賞奨励賞
- 1981年 『七つばなし百万石』で第21回日本児童文学者協会賞
- 2000年 『伝記児童文学のあゆみ』で第24回日本児童文学学会賞。石川テレビ賞
- 2001年  巖谷小波文芸賞特別賞
- 2003年  中日文化賞

## 著書
（多くは「かつおきんや」名義、漢字表記は記す）
- 『天保の人びと』（牧書店） 1968、のち偕成社文庫
- 『井戸掘吉左衛門』（牧書店） 1969
- 『安政五年七月十一日』（牧書店） 1970
- 「かつおきんや作品集」（牧書店→アリス書房牧神社）

1. 『辰巳用水をさぐる ナゾの人板屋兵四郎』 1971
2. 『らくだは空をとんだか』 1971
3. 『白いにぎりめし 短編集』 1972
4. 『五箇山ぐらし 続天保の人びと』 1972
5. 『平六ものがたり』 1972
6. 『おりょう三郎平 能登の民話五編』 1972
7. 『能登のお池づくり』 1973
8. 『へそ取り徳平』 1973
9. 『百万石のうらばなし 短編集』 1973
10. 『まぼろしの木橋』 1974
11. 『大野弁吉』 1975
12. 『井戸掘吉左衛門』 1975
13. 『おふゆ捕物帳 短編集』 1975
14. 『大野弁吉』 1976
15. 『天保の人びと』 1976
16. 『安政五年七月十一日』 1976

- 『太郎のみたゆめ』（アリス館牧新社） 1974
- 『鼻かけじぞうさん』（講談社） 1975
- 『ひまか島のたいっ子』（アリス館牧新社） 1975
- 『かさまいじいさん』（アリス館牧新社） 1976
- 『あるく金沢・能登』（新声社、越中・越前 トラベルシリーズ） 1977
- 『黎明期の歴史児童文学 「歴史読本」から「日本お伽噺」まで』（勝尾金弥、アリス館） 1977
- 『歴史と歴史文学の本』（勝尾金弥、いづみ書房、くさぶえ文庫） 1977
- 『燃えよ高尾城』（PHP研究所） 1979
- 『七つばなし百万石』（偕成社） 1980
- 『見えない敵を追え 続・燃えよ高尾城』（PHP研究所） 1980
- 『山から声が降ってくる』（偕成社） 1980
- 『あらしの中の十七年 長屋八内のご一新』（偕成社） 1981
- 『大陸にかけた友情の橋 中国と日本をむすんだ内山完造』（PHP研究所、PHPこころのノンフィクション） 1981
- 「かつおきんや作品集」全18巻（偕成社） 1982 - 1983

1. 『天保の人々』
2. 『五箇山ぐらし 続天保の人々』
3. 『雪の人くい谷 続五箇山ぐらし』
4. 『井戸掘吉左衛門』
5. 『辰巳用水をさぐる』
6. 『まぼろしの木橋』
7. 『安政五年七月十一日』
8. 『能登のお池づくり』
9. 『山から声が降ってくる』
10. 『あらしの中の十七年
11. 『雪のともしび 金沢にいた高山右近』
12. 『らくだは空をとんだか』
13. 『白いにぎりめし』
14. 『おふゆ捕物帳』
15. 『百万石のうらばなし』
16. 『七つばなし百万石』
17. 『おりょう三郎平』
18. 『へそ取り徳平』

- 『人間・新美南吉』（大日本図書、叢書=児童文学への招待） 1983
- 『おばあさんのゾウ』（リブリオ出版、はじめての海外旅行） 1984
- 『サンパイ・ベルジュンパ・ラギ』（リブリオ出版、はじめての海外旅行） 1984
- 『なぞのエス・コンドー』（リブリオ出版、はじめての海外旅行） 1985
- 『マレーシアの語り人』（汐文社、原爆児童文学集） 1985
- 『一乗谷のなぞ 四百年のねむりからさめた』（若草書房） 1986
- 『森銑三と児童文学』（勝尾金弥、大日本図書、叢書=児童文学への招待） 1987
- 『イモチャキによろしく』（学校図書） 1988
- 『ニーハオといわなかったころ』（大日本図書） 1988
- 『緑の島はるかに 台湾少年工物語』（大日本図書） 1989
- 『風をみた人 かつおきんやと読む新美南吉』（民衆社） 1992
- 『時をこえるロバの旅』（箕田源二郎画、大日本図書） 1992
- 『こんなに楽しい絵本の読み聞かせ かつおきんやと読む13の名作』（民衆社） 1993
- 『「ごんぎつね」をつくった新美南吉 人間・新美南吉』（ゆまに書房、ヒューマンブックス「児童文学」をつくった人たち） 1998
- 『トンビと千次』（能登印刷出版部） 1998
- 『伝記児童文学のあゆみ 1891から1945年』（勝尾金弥、ミネルヴァ書房、Minerva21世紀ライブラリー） 1999
- 『百万石ふしぎ話』（けやき書房） 1999
- 『巖谷小波お伽作家への道 日記を手がかりに』（勝尾金弥、慶應義塾大学出版会） 2000
- 『ゆめは野をこえ』（能登印刷出版部） 2002
- 『この父にして 藤岡作太郎・鈴木大拙・木村榮の幼時』（勝尾金弥、梧桐書院） 2004
- 『オブラート発明物語 異才・藤本吉二が行く』（勝尾金弥、能登印刷出版部） 2006
- 『がんばりやの作太郎 古典文学研究の開拓者・藤岡作太郎』（北國新聞社、ふるさと偉人絵本館） 2006
- 『長生きをした貞太郎 禅を広めた鈴木大拙』（北國新聞社、ふるさと偉人絵本館） 2006
- 『譲吉は行く波のりこえて タカジアスターゼを発見した化学者・高峰譲吉』（北國新聞社、ふるさと偉人絵本館） 2007
- 『榮は元気ないちばん星 「Z項」を発見した天文学者・木村榮』（北國新聞社、ふるさと偉人絵本館） 2007
- 『みんな仲よし幾多郎きょうだい 日本を代表する哲学者・西田幾多郎』（北國新聞社、ふるさと偉人絵本館） 2007
- 『いつも誰かがいてくれた 生い立ちの記1』（能登印刷出版部） 2008
- 『かたい人の輪に守られて 生い立ちの記2』（能登印刷出版部） 2009
- 『金沢ふしぎめぐり』（北陸児童文学協会、つのぶえ文庫） 2009
- 『七一雑報を創った人たち 日本で最初の週刊キリスト教新聞刊行の顛末』（創元社） 2012
- 『山へ登ろう。いろんな山へ - 子どもたちへの深田久弥のメッセージ』（桂書房） 2012

## 共編著
- 『続・乳幼児の発達と教育』（青木民雄, 勝尾金弥編著、三和書房） 1979
- 『中野重治と児童文学』（勝尾金弥編著、能登印刷出版部） 1994
- 『鈴木三重吉童話集』（勝尾金弥編、岩波文庫） 1996
- 『ブラックブラックは学校ネコ』（編、ポプラ社） 1996
- 『O・S・A・R・U こちらおサルの放送局』（編、ポプラ社） 1997

## 翻訳
- 『ぼくは船長の子どもなんだ 中国の児童読物』（鄭開慧、牧書店） 1966
- 『おばあちゃんのたんじょうび』（フランツ・ブランデンバーグ、アリス館牧新社） 1976
- 『きょうはおやすみだよ』（フランツ・ブランデンバーグ、アリス館牧新社） 1976
- 『どろぼうだどろぼうよ』（フランツ・ブランデンバーグ、アリス館牧新社） 1976